# اولاف اورویگ
اولاف اورویگ (انگلیسی: Olaf Ørvig; ۲۶ نوامبر ۱۸۸۹ – ۲۵ ژوئن ۱۹۳۹) قایقران قایق بادبانی اهل نروژ بود.